# Lago Dobbertiner
El lago Dobbertiner (en alemán: Dobbertinersee) es un lago situado en el distrito de Ludwigslust-Parchim, en el estado de Mecklemburgo-Pomerania Occidental (Alemania), a una altitud de 45 metros; tiene un área de 364 hectáreas.
La localidad de Dobbertin se encuentra a la orilla de este lago.